# 汾塘古建筑
汾塘古建筑，位于中国广东省肇庆市封开县南丰镇汾塘村，为封开县的一个县级文物保护单位，类型为古建筑，公布时间为2003年9月18日。
汾塘古建筑的历史年代为清代。